# Zálužice (Pištín)

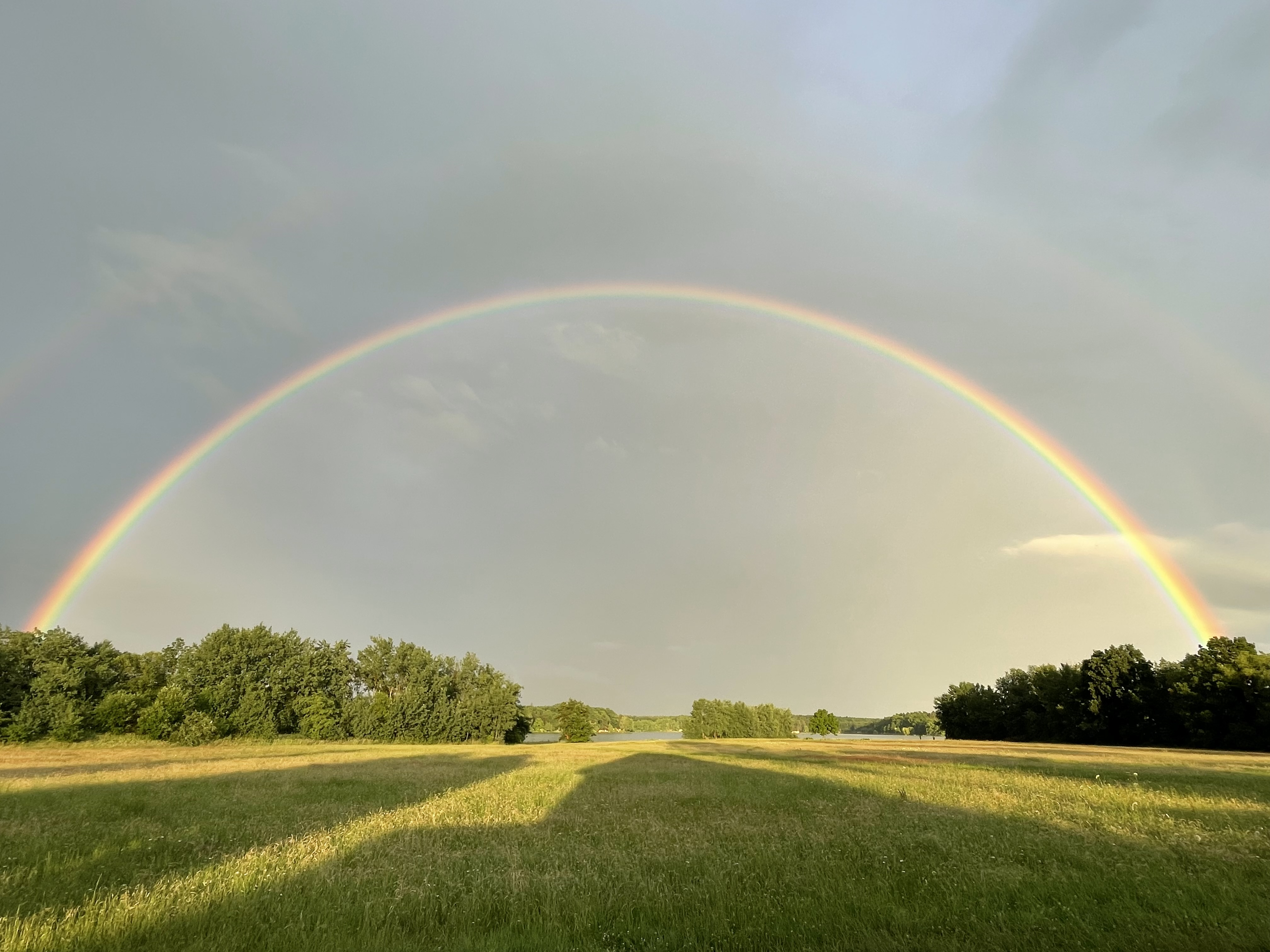
Duha na rybníkem Bezdrev, východní konec Zálužic.

Zálužice jsou místní část obce Pištín v okrese České Budějovice v Jihočeském kraji. Leží na břehu rybníka Bezdrev v nadmořské výšce 383 metrů.

## Historie
První písemná zmínka o vesnici pochází z roku 1490, kdy původní Zálužice musely ustoupit rybníku Bezdrev.

## Obyvatelstvo
| Rok            | 1869 | 1880 | 1890 | 1900 | 1910 | 1921 | 1930 | 1950 | 1961 | 1970 | 1980 | 1991 | 2001 | 2011 | 2021 |
| -------------- | ---- | ---- | ---- | ---- | ---- | ---- | ---- | ---- | ---- | ---- | ---- | ---- | ---- | ---- | ---- |
| Počet obyvatel | 55   | 44   | 40   | 36   | 44   | 59   | 48   | 26   | 22   | 21   | 26   | 1    | 5    | 15   | 30   |
| Počet domů     | 8    | 8    | 8    | 8    | 9    | 9    | 8    | 14   | 14   | 6    | 5    | 7    | 8    | 9    | 11   |

## Obecní správa
Od roku 1850 patřily Zálužice pod Zliv, 12. června 1960 1960 přešly pod Pištín. Od 30. dubna 1976 do 23. listopadu 1990 byly spolu s Pištínem opět připojeny ke Zlivi.

## Pamětihodnosti
- Kaplička svaté Barbory stojí sto metrů západně od vsi a byla postavena okolo roku 1830.